# Xã Jackson, Quận Grundy, Missouri
Xã Jackson (tiếng Anh: Jackson Township) là một xã thuộc quận Grundy, tiểu bang Missouri, Hoa Kỳ. Năm 2010, dân số của xã này là 135 người.